# ラズヴァン・トリフ
ラズヴァン・アリン・トリフ（Răzvan Alin Trif 、1997年10月9日 - ）は、ルーマニア・ジドヴェイ出身のプロサッカー選手。CSミオヴェニ所属。ポジションは、ディフェンダー（レフトバック）。